# Guido Tendas
Guido Tendas (Solarussa, 17 luglio 1950) è un politico italiano.

## Biografia
Nato a Solarussa nel 1950, si laureò in filosofia all'Università Cattolica del Sacro Cuore di Milano nel 1974, e fu poi docente di materie letterarie e preside nelle scuole medie della provincia. Nel 2000 divenne preside del liceo classico De Castro di Oristano.
Fu vice-sindaco e assessore al comune di Oristano dal 1994 al 1998, durante il mandato amministrativo di Mariano Scarpa. Rieletto alle successive amministrative, fu consigliere comunale dal 1998 al 2007 nelle file dei Democratici di Sinistra.
Candidato a sindaco di Oristano alle amministrative del 2012 a guida di una coalizione di centro-sinistra costituita da Partito Democratico, Sinistra Ecologia Libertà, Federazione della Sinistra e liste civiche, venne eletto sindaco il 25 giugno 2012 al secondo turno contro lo sfidante Giuliano Uras dell'Unione di Centro, con il 58% delle preferenze degli elettori. Nel 2017 decise di non ricandidarsi per un secondo mandato da sindaco.